# جمار آبرامز
جمار آبرامز (انگلیسی: Jamar Abrams؛ زادهٔ ۲۱ ژوئن ۱۹۸۹) بازیکن بسکتبال اهل ایالات متحده آمریکا است.
از باشگاه‌هایی که در آن بازی کرده‌است می‌توان به مین رد کلاوز اشاره کرد.